# Janam TV
Janam TV (ജനം ടി.വി.) è una rete televisiva indiana che trasmette notiziari e programmi d'intrattenimento in Malayalam. È gestita da Janam Multimedia Ltd, e il suo scopo dichiarato è "promuovere gli interessi nazionali". Il governamento NDA, guidato da Narendra Modi, ha accolto la richiesta di Janam Multimedia Ltd di una licenza per trasmettere la televisione nel 2014. Il canale è stato lanciato il 19 aprile 2015.
Janam TV è il primo canale Malayalam a trasmettere in HDTV.